# Цепковский сельский совет
Цепковский сельский совет (укр. Ціпківська сільська рада) — входит в состав
Гадячского района
Полтавской области
Украины.
Административный центр сельского совета находится в 
с. Цепки.

## История
- 1994 — дата образования.

## Населённые пункты совета
- с. Цепки